# کارل زمان
کارِل زِمان (به چکی: Karel Zeman) (‏۳ نوامبر ۱۹۱۰–۵ آوریل ۱۹۸۹) کارگردان و انیماتور چکی بود.

## زندگی و حرفه
کارل زمان در اوسترومه در نزدیکی نوا پاکا که آن زمان در قلمرو اتریش-مجارستان جای داشت، به دنیا آمد. او در در سال ۱۹۳۰ کار طراحی را در فرانسه آغاز کرد. از سال ۱۹۴۰ با ساخت چند فیلم عروسکی و سپس انیمیشین، وارد سینما شد. در سال ۱۹۵۲ نخستین فیلم بلند خود را با نام گنج جزیره پرندگان کارگردانی کرد. زمان در عین حال ساخت فیلم‌های کوتاه را که شامل سری فیلم‌های عروسکی آقای پروکوک می‌شد، ادامه داد. در برخی از فیلم‌های بلند این کارگردان، نقاشی متحرک نیز به‌کار رفته‌است.

## فیلم‌شناسی

### فیلم کوتاه
- رؤیای نوئل (۱۹۴۵)
- موش (۱۹۴۶)
- نعل اسب خوشبختی می‌آورد (۱۹۴۶)
- آقای پروکوک در سپاه کار (۱۹۴۷)
- وسوسه‌های آقای پروکوک (۱۹۴۷)
- آقای پروکوک کارمند دولت (۱۹۴۷)
- آقای پروکوک یک فیلم می‌سازد (۱۹۴۸)
- آقای پروکوک، مخترع (۱۹۴۹)
- الهام (۱۹۴۹)
- سلطان لاورا (۱۹۵۰)
- آقای پروکوک، دوست جانوران (۱۹۵۵)
- آقای پروکوک، کارآگاه (۱۹۵۷)
- الماس سیاه (۱۹۵۸)
- آقای پروکوک، بندباز (۱۹۵۹)

### فیلم بلند
- گنج جزیره پرندگان (۱۹۵۲)
- سفر به ماقبل تاریخ (۱۹۵۴)
- اختراع شیطانی (۱۹۵۷)
- بارون پرازیل (۱۹۶۱)
- داستان یک دلقک (۱۹۶۴)
- سفینه فضایی به‌سرقت‌رفته (۱۹۶۶)
- ستاره دنباله‌دار (۱۹۷۰)